# Bella Skyway Festival
Międzynarodowy Festiwal Światła „Bella Skyway Festival” (International Light Festival „Bella Skyway Festival”) – cykliczne widowisko, odbywające się od 2009 roku w sierpniu w Toruniu. Organizatorem festiwalu jest Toruńska Agenda Kulturalna. Skyway jest widowiskiem plenerowym, polegającym na wykorzystania obiektów architektonicznych Torunia jako elementów instalacji świetlnych.
Wiodącą tematyką prezentowanych prac jest niebo oraz astronomia. Autorem koncepcji festiwalu, wpisującej się w wizję Torunia jako Europejskiej Stolicy Kultury jest Olga A. Marcinkiewicz, a dyrektorem artystycznym jest Mário Caeiro.

## Edycje festiwalu
2009
Pierwszy festiwal odbył się 11-16 sierpnia 2009 roku. W jego ramach odbyło się łącznie 14 instalacji świetlnych i artystycznych happeningów, 3 imprezy specjalne, 4 imprezy towarzyszące oraz program edukacyjny, uzupełniający część artystyczną festiwalu. Uczestnikami towarzyszących festiwalowi wykładów oraz moderowanych spotkań byli naukowcy, teoretycy nauki, kuratorzy i artyści, m.in. historyk nauki Arthur I. Miller, kosmolog Robert Priddey, oraz matematyk i astronom Bernard Carr.
2010
Druga edycja festiwalu Skyway miała miejsce 26-28 sierpnia 2010 roku. Zaprezentowano na niej zestaw instalacji świetlnych nawiązujących do Układu Słonecznego. Pracom artystycznym towarzyszyła seria paneli dyskusyjnych pod hasłem Sztuka i astronomia, a także m.in. specjalna edycja Rowerowej Masy Krytycznej i spektakl teatru ulicznego Astrodrama.
2011
Kolejny festiwal Skyway odbył się 09-13 sierpnia 2011 roku. Jego wiodącym hasłem było Rzućmy światło na Żywioły (Lighting Up the Elements), a instalacje nawiązywały tematycznie do koncepcji pięciu żywiołów (łącznie z eterem. Imprezami towarzyszącymi był m.in. warsztaty muzyczne, dyskusja panelowa „O inspiracji sztuki nauką”, oraz Projekt LuLu – cykl koncertów m.in. Mariusza Lubomskiego, L.U.C.-a, Czesława Mozila.
2012
Czwarta edycja festiwalu odbyła się 21-25 sierpnia 2012 roku. Jako hasło przewodnie wybrano Narodziny gwiazdy, a instalacje artystyczne dotyczyły gwiazd jako obiektów astronomicznych oraz poetyckich. Wśród imprez towarzyszących wyróżnił się cykl koncertów Lulu, podczas którego wystąpili Mariusz Lubomski, Katarzyna Groniec, Maja Kleszcz & IncarNations, June oraz Renata Przemyk Acoustic Trio. Festiwalowi towarzyszył również koncert Voices of the Cosmos zorganizowany przez Centrum Sztuki Współczesnej Znaki Czasu oraz Świetlna Rowerowa Masa Krytyczna.
2013
Piąta edycja festiwalu Skyway miała miejsce 17-21 września 2013 roku. Hasło tego festiwalu brzmiało: Dziewiąta planeta.
2014
Szósta edycja festiwalu odbyła się 26-30 sierpnia 2014 roku. Przygotowano jedenaście instalacji świetlnych oraz osiem akcji specjalnych. Największą z nich była 20-metrowa konstrukcja „Galaxy Gallery”, umieszczona na ulicy Szerokiej. Przed gmachem Urzędu Marszałkowskiego przygotowano mapping „Nexus”. Pokazy odbyły się również na Teatrze im. Wilama Horzycy, Collegium Maximum Uniwersytetu Mikołaja Kopernika w Toruniu (UMK), ruinach Podominikańskich, w parku przy placu Rapackiego, w Dolinie Marzeń, w Rynku Nowomiejskim, Dworze Mieszczańskim, przy Krzywej Wieży oraz przy ul. Pod Krzywą Wieżą.
2015
W 2015 roku festiwal Skyway odbył się w dniach 25-30 sierpnia. Hasło siódmej edycji tego festiwalu brzmiało: MikroCUDA. MAKROskarby. Dzieła natury. Kosmos w akcji. Przygotowano 14 projekcji i instalacji. Zaprezentowano m.in. instalację „Water Concept Opera”, będącą utworzoną z 7000 dysz kurtyną wodą ze strumieniami wody wystrzeliwanymi na wysokość 25 metrów. Przygotowano również siedem imprez towarzyszących, m.in. Świetlną Rowerową Masę Krytyczną, zwiedzanie ruin zamku krzyżackiego, występy zespołu MultiVisual.
2016
Ósma edycja festiwalu odbyła się w dniach 22-28 sierpnia 2016 roku. Przygotowano trzynaście świetlnych instalacji, siedem projekcji, trzy akcje specjalne oraz pokaz lotniczy. Podczas tej edycji festiwalu zaprezentowano m.in. na Jordankach kino wodne 360 stopni „Water Concept Cinema”. W pobliżu „Water Concept Cinema” znajdowało się stoisku UMK. Pokazy lotnicze „Night Air Show” odbyły się na Bulwarze Filadelfijskim. Na fasadzie Collegium Maximum UMK zaprezentowano mapping 3D „Anooki”, a na fasadzie Urzędu Marszałkowskiego odbył się pokaz projekcji „You Rock The World” prezentującej muzykę na przestrzeni lat, wzbogaconą utworami toruńskiego zespołu Republika. Na kościele św. Ducha zaprezentowano instalację „locoMOTION”, na Bramie Klasztornej „Angels of Freedom”, a w fosie zamku Krzyżackiego „Światła Wszechświata”. Festiwal odwiedziło ok. 350 tys. widzów.
2017
Dziewiąta edycja festiwal, która tym razem odbyła się pod hasłem „Płynny wszechświat” miała miejsce w dniach 22-27 sierpnia. Nowością na tegorocznym festiwalu była projekcja w systemie 3D zatytułowana „Urban Poetry” przedstawiona na fasadzie gmachu Urzędu Marszałkowskiego. Po raz pierwszy także festiwal zajrzał do wnętrza obiektu architektonicznego, którym był kościół św. Ducha (projekcja „Organum”).
2018
Podczas dziesiątej edycji Bella Skyway Festival zaprezentowano dziesięć świetlnych instalacji i siedem projekcji. Jedna z prelekcji odbyła się na żywo i została wykonana przez orkiestrę symfoniczną. Przy ruinach Zamku krzyżackiego odbyła się instalacja z żywym ogniem pt. „Installation de feu”. Dziesiątą edycję Bella Sykway Festival obejrzało ok. 400 tys. widzów.
2019
Bella Skyway 2019 odbyła się w dniach 20–25 sierpnia. Motywem przewodniczym tej edycji było hasło „Różnorodność miejsca”. Tematyka nawiązywała do 50. rocznicy wylądowania człowieka na Księżycu. Na instalacjach dominowała tematyka ekologiczna (gatunki zwierząt zagrożone wyginięciem, fosforyzujące drzewo symbolizujące katastrofę ekologiczną) oraz kultura chińska (instalacja „Chinatown”). Po raz pierwszy specjalny pokaz („Światło Wisły”) odbył się na moście drogowym im. Józefa Piłsudskiego.
2020
W 2020 roku ze względu na COVID-19 festiwal odbył się w formule drive-through na Lotnisku Toruń.
2021
W 2021 roku festiwal odbył się w dniach 17-22 sierpnia. Iluminacje zaprezentowano w trzech strefach: na placu Rapackiego, w Dolinie Marzeń oraz w ruinach zamku krzyżackiego. Na fasadzie Collegium Maximum UMK zaprezentowano pokaz „Wielkie Święto Księżniczek - Niebo pełne odwagi i dobroci”, przedstawiający postacie z filmów wytwórni Disney. Była to pierwsza biletowana edycja Festiwalu. Liczba widzów wyniosła 70 tys.

## Frekwencja
- 2013 – 150 tys. widzów[13]
- 2014 – 300 tys. widzów[14]
- 2015 – 350 tys. widzów[13]
- 2016 – 350 tys. widzów[15]
- 2017 – 380 tys. widzów[15]
- 2018 – 400 tys. widzów[16]
- 2019 – 400 tys. widzów[17]
- 2021 – 70 tys. widzów[11]